# Kvæglåge
En kvæglåge er en låge i en portpassage, gennem hvilken tamkvæg kan passere fra ét indhegnet område til et andet. Lågen lukkes når man ønsker, at de græssende husdyr forbliver på deres afgrænsede overdrev og åbnes, når kvæget eller personer skal passere.
Kvæglåger er lavet af træ eller metal og fastgjort på den ene- eller på begge sider af indhegningen med hængsler. På den modsatte side, eller i midten, er der en låsemekanisme, og afhængigt af designet kan denne bestå af en snor, en bolt eller en kæde og en krog. I andre porte klikkes en tværgående stang på plads ved at løfte den ned i et hak, der er beregnet til formålet. 
Udover de fleste kvæglåger der åbnes og lukkes manuelt, findes desuden selvlukkende porte. Denne funktion opnås for eksempel ved hjælp af en vægt forbundet med porten, en fjeder eller en skråhængslet låge (hvor tyngdekraften lukker den på plads). Formålet med sådanne låger er at forhindre, at porten forbliver åben, og at husdyrene dermed undslipper.
Især i Alperegionen er der kvæglåger ved skovvejene, eksempelvis på sæteren. For at gøre det lettere for cyklister og vandrere at passere uden at skulle åbne og lukke lågen, findes der kissing gates, stenter, drejekors eller færiste. Nogle gange er der også en V-formet passage lavet af metal eller sten på kvæggræsgange, som kun kan bruges af fodgængere på grund af åbningens lille bredde.

## Links
- Foto af en kvæglåge med en sidepassage til fodgængere.